# 銀白擬鯉
銀白擬鯉（学名：Leucos albus）为輻鰭魚綱鯉形目雅羅魚科的其中一種，分布於歐洲蒙特內哥羅泽塔河与莫拉查河流域及斯庫台湖，為特有種。體長可達29.5公分，屬雜食性，以無脊椎動物及植物等為食，生活習性不明。